# Not Myself Tonight
"Not Myself Tonight" é uma canção da cantora norte-americana Christina Aguilera, gravada para o seu sexto álbum de estúdio Bionic. Foi escrita e produzida pelo produtor Polow da Don, com auxílio na composição de Ester Dean, Jason Perry e Greg Curtis. A sua gravação decorreu na Califórnia, nos estúdios No Escuses, The Red Lips Room e Larrabee Sound Studio durante o ano de 2010. Lançada digitalmente na iTunes Store a 31 de Março de 2010, foi reproduzida no dia anterior pela primeira vez na rádio como single de avanço do disco. Posteriormente, após o seu impacto nas áreas radiofónicas, a música também foi editada em formato CD single na Alemanha e Austrália. 
Os membros da crítica apreciaram a música pelos vocais naturais de Aguilera num registo imponente para discotecas. A canção teve uma repercussão moderada nas tabelas musicais, alcançando as vinte faixas mais vendidas no Canadá, Eslováquia, Japão e Países Baixos, enquanto que noutras nações, atingiu o top 20 como na Austrália, Estados Unidos, Nova Zelândia e Suécia. A sua primeira actuação ao vivo decorreu durante a transmissão do programa agora extinto The Oprah Winfrey Show, em que a artista protagonizou com um casaco preto e botas de cano alto, acompanhada por luzes de laser verdes, fumo e dançarinos.
O vídeo musical, dirigido por Hype Williams, foi lançado a 30 de Abril de 2010 através do serviço Vevo. As cenas retratam um estilo sadomasoquista, com vários vestuários inspirados no bondage. Aguilera presta homenagem ao teledisco de 1989 da cantora Madonna para "Express Yourself", o que resultou em críticas mistas por parte dos profissionais, ressalvando de modo positivo a estética mas referindo a sua falta de originalidade.

## Antecedentes e divulgação
A cantora revelou o título do disco e o nome de três canções em Fevereiro de 2010, na edição da revista Marie Claire. "Glam", produzida por Tricky Stewart, foi planeada para ser o primeiro single de avanço, sendo descrita como uma versão "hip-hop da canção "Vogue" de Madonna. No entanto, em Março do mesmo ano, Aguilera deu outra entrevista sobre mais detalhes do álbum de originais, e revelou que "Not Myself Tonight" seria a primeira faixa de trabalho: "Estou tão ansiosa pelos meus fãs por ouvirem o novo som. É algo que penso que não estarão à espera de ouvir". Em 23 de Março de 2010, depois de vinte e quatro horas de uma contagem decrescente ter acabado, foi revelada a capa de arte do single, bem como o seu nome e outras notícias sobre Bionic. A imagem mostrava Christina como uma diaba, usando uma indumentária preta e justa. Três dias depois, foi revelada uma previsão de dezoito segundos da canção, acompanhada da letra, ambas reveladas no sítio oficial da cantora.
A estreia do trabalho completo ocorreu a 30 de Março de 2010, na página oficial da artista, e posteriormente foi reproduzida pela primeira vez nas rádios norte-americanas. No dia seguinte, a faixa foi lançada digitalmente na iTunes Store, sucedendo-se o seu impacto nas áreas radiofónicas que se deu a 5 de Abril. No mês seguinte, a música foi editada também em formato físico e num conjunto de doze remisturas em extended play (EP) digital. A divulgação começou com a sua primeira actuação ao vivo, que decorreu durante a transmissão do programa agora extinto The Oprah Winfrey Show, no dia 7 de Maio. A artista protagonizou com um casaco preto e botas de cano alto, acompanhada por luzes de laser verdes, fumo e dançarinos: "Esta canção é sobre soltarmo-nos e expressarmo-nos", disse Aguilera enquanto caminhava no palco. Na edição de 2010 da cerimónia de entrega de prémios MTV Movie Awards, Christina apresentou-se em palco para interpretar a faixa, em conjunto com "Bionic" e "Woohoo". Além destas performances, a série VH1 Storytellers e os programas The Early Show da CBS e The Today Show da NBC também presenciaram a promoção da música.

## Estilo musical e letra
"Not Myself Tonight" é uma canção que combina estilos electropop com R&B e dance-pop, escrita e produzida por Polow da Don, com o auxílio na composição por Ester Dean, Jason Perry, Greg Curtis. Quando deu a entrevista à MTV antes de os detalhes da canção serem revelados, Aguilera disse: "Eu estava realmente sentindo como era voltar para o estúdio e expressar o que estava sentindo, e o que eu aprendi. Então eu estava pedindo as faixas, e outros enfeites, e esta apareceu de repente. Eu estava tipo, "oh meu Deus, eu tenho que cantar essa música - é muito eu"". A artista revelou que era uma faixa "sexy e confiante", pois era assim que se sentia após ter sido mãe. A música é envolta numa batida de sintetizadores, misturada com sons de guitarra "efusiva" e acordes de piano.
Liricamente, a faixa é "uma ode aos poderes dos ritos comuns do clube de dança." Bill Lamb considerou que "Christina Aguilera mostra cantando a letra "descontrolada" e faz "coisas que normalmente não faria", mas não há garantia de que amanhã volte ao seu eu quotidiano". De acordo com a partitura publicada pela Peer International Corporation, a música foi escrita em compasso simples com um metrónomo de 120 batidas por minuto. Composta na clave de sol menor com o alcance vocal que vai desde da nota baixa de sol para a nota de alta de ré. A canção segue a progressão de acordes de mi, si e fá menores nos versos e dó (agudo e grave) e lá menores no efeito de coro.

## Análise da crítica
| Críticas profissionais | Críticas profissionais |
| Avaliações da crítica  | Avaliações da crítica  |
| Fonte                  | Avaliação              |
| ---------------------- | ---------------------- |
| About.com              | [ 21 ]                 |
| Billboard              | (76/100)               |
| BBC                    | [ 24 ]                 |
| Digital Spy            | [ 25 ]                 |

Os membros da crítica relembraram a era "Dirrty" durante a recepção positiva à canção. Bill Lamb do portal About.com atribuiu quatro estrelas de cinco possíveis e considerou que era "uma paisagem pop como nunca visto desde da era da música disco". Lamb também revelou que Aguilera "celebra a beleza e assume os seus próprios riscos, atraindo um núcleo de fãs para comemorar", além de "demonstrar como o dance-pop contemporâneo soa quando abordado por uma das vozes principais da música pop actual". A partir da revista norte-americana Billboard, Michael Menachem revelou que a artista "canaliza uma versão mais glamorosa do seu ex-dirrty alter-ego Xtina, com letras arrojadas sobre auto-reinvenção com gritos e palavrões impertinentes". Menachem também considera que o "dance-pop actual não seria nada sem Christina". Fraser McAlpine deu três estrelas à faixa, criticando que "as partes boas são grandes - harmoniosas e o coro, basicamente - é a voz de Christina, fina como seria de esperar, mas não há como escapar da sensação de que ela repetindo um processo colectivo, mais uma vez sensual, porque ela quer provar que ainda pode. E isso é óptimo, só queria que ela provasse a razão pela qual é importante que saibamos disso". Nick Levine do Digital Spy comparou o lançamento de Bionic ao de Aphrodite da cantora australiana Kylie Minogue, por "serem os discos mais ansiosamente esperados do ano". Levine revela que na sua primeira audição, a música pode parecer "comum, mas que ao longo do tempo pode "ser uma fuga audaciosa ao comum", embora "tenha vindo a ser uma fórmula antiga de Aguilera".
James Montgomery da MTV News prezou a faixa afirmando que era "um grande zumbido, cheio de sintetizadores estridentes a alta velocidade, uma batida four-on-the-floor... o tipo de batida que esperaria ouvir nos altifalantes maciços dos clubes da Europa". O editor da revista Vibe, Tracy Garraud, fez uma crítica à canção em que elogiou "a composição por Ester Dean e Polow da Don, em que Christina soa como se conseguisse aglutinar todas as suas personalidades num registo confortável e imponente, capaz de superar Kesha, Lady Gaga e Katy Perry (ela até "beija todos os meninos e meninas")". Anthony Ramos do programa Access Hollywood também comparou a canção com o single anterior de Aguilera, "Dirrty", afirmando que é uma "faixa tribal e o registo mais sensual desde de 2002, sendo um hino que de certeza que receberá toneladas de solicitações em casas nocturnas. É um sussurro sexy perguntando aos seus fãs, "querem ficar loucos? Porque eu não quero saber!" Whitney Pastorek da publicação Entertainment Weekly foi uma das que mais criticaram a canção, afirmando que era "produzida dentro de uma polegada da sua vida", mas acrescentando que "não há dúvidas da sua voz" e questiona "quando canta "Nesta noite eu não sou a mesma mulher", será que é a nível de controlo de qualidade?"

## Vídeo musical

### Desenvolvimento
As gravações decorreram entre 7 a 9 de Abril de 2010 em Los Angeles, dirigidas por Hype Williams. Em entrevista para a estação de rádio Z100 Atlanta, a cantora disse: "Estou mais confiante e confortável com a minha pele. Acho que sou uma Christina mais sensual". Antes do lançamento do vídeo musical, Christina foi mostrando fotos das gravações com várias indumentárias diferentes de cada cena. A artista, à MTV News, confidenciou que gostou bastante do desenvolvimento do seu visual no teledisco, e que era a primeira vez que trabalhava com Williams:
| “ | Alguém com um reportório tão grande e com tanto sucesso como director, ele é como uma lenda. Sobre o factor colaboração, não sabia o que esperar... e que ele estava a pensar algo sobre mim. Enquanto íamos trabalhando juntos, foi-se estabelecendo uma espécie de conexão de amor. Eu quis manter a consistência da imagem do disco, acho que icónico e clássico por isso prestei sempre muita atenção a isso. Nós fizemos magia juntos a nível criativo, foi absolutamente fantástico. | ” |

A cantora também revelou que tinha aprendido muito e se inspirado bastante no filme em que estava a trabalhar, Burlesque, afirmando: "Havia dança, e aprendi muito como dançarina, a mover meu corpo de maneiras que, eu sinto, nunca fui tão precisa antes. A dança sempre foi secundária para mim. Os vocais foram o meu primeiro amor e onde meu coração realmente estava. Eu nunca fui tão apaixonada pela dança, mas depois de Burlesque, eu apaixonei-me e adaptei-me na dança de "Not Myself Tonight", mas foi muito, muito divertido". "Muito deste [vídeo] foi inspirado na minha inspiração visual", afirmou a artista, comentando que acompanhou Hype até à sua sala para delinearem o processo criativo, agregando ambas as ideias para criar uma imagem icónica. O vídeo musical foi construído para retratar um ambiente de sadomasoquismo e bondage, bem como cenas de igreja e específicos de prestígio. Aguilera também criou vários visuais com vestuário diversificado, incluindo um estilo de dominatrix.

### Influências e conceito

O vídeo musical expressa um tributo à cantora norte-americana Madonna, contendo referências de alguns dos seus telediscos, nomeadamente "Like a Prayer", "Express Yourself" (abaixo) e "Human Nature". A imagem acima mostra uma comparação entre os vídeos musicais de "Not Myself Tonight" e um dos vídeos de Madonna, "Express Yourself".

Segundo a própria Christina, o vídeo musical retrata um tributo à cantora norte-americana Madonna, referenciando alguns dos seus vídeos musicais como uma grande influência, mais notoriamente "Express Yourself", de 1989. A artista confirmou que "Express Yourself" era "um dos seus vídeos favoritos de sempre: é transversalmente muito forte e poderoso, e tento sempre incorporar através da minha expressão de sexualidade[...] Eu amo a referência directa que fiz a Madonna com o momento olho de vidro e o fumo nas escadas. Estava a prestar homenagem a uma mulher muito forte, que abriu o caminho antes". James Montgomery da MTV News reparou que "existem de verdade várias referências a telediscos de Madonna em "Not Myself Tonight", mas especialmente este icónico de 1989 dirigido por David Fincher. Mais que tudo, parece ser a principal influência de Aguilera, ou melhor, da X-Tina". O editor também considerou que inclui cenas de S&M reminiscentes de "Human Nature", comentando, "a influência de "Tonight" é muito evidente, mais precisamente na atitude de Christina enquanto mulher dominadora nas suas actividades".
Os estilos adoptados por Aguilera nos vídeos foram constantemente comparados aos de Bettie Page, Lady Gaga, Beyoncé Knowles, Britney Spears e Gwen Stefani. Mais uma vez, "Dirrty" também é considerado como semelhante ao estilo da artista, e ainda "Lady Marmalade". Gil Kaufman da MTV News analisou o trabalho, e nomeou as "culturas sensuais, várias bombas-F, as capas de chuva e as danças molhadas numa igreja, terminando com apalpões numa cama". Kaufman fez também referência ao "catálogo virtual e fetichista que o vídeo apresenta, incluindo cuecas de couro preto, correntes no pulso e algemas bem colocadas nos tornozelos".

### Recepção
Maior parte dos críticos prezaram Aguilera pelo seu retorno à era de Stripped, no entanto alguns profissionais não gostaram da falta de originalidade e um estilo mais sujo. James Montgomery da MTV News considerou "de ficar de queixo caído" com o vídeo com a cantora "a retornar ao estilo "Dirrty". Bill Lamb do About.com colocou de parte as acusações de tentativa de cópia de artistas como Lady Gaga, Madonna e Rihanna, afirmando que a canção tem o seu próprio estilo. Lamb também comentou que "bondage e fetiche prevalecem cada vez mais em todo o espectro da música pop actual". Também prezou Hype Williams pela concepção de um "estilo limpo, colorido e esteticamente lindo", o que considerou "impressionante".
Tanner Stransky da revista Entertainment Weekly revelou que o teledisco era bastante semelhante aos de Gaga, mas disse que era ainda mais parecido com Madonna. O editor também notou que, "quando se trata de Madonna, quase todas as estrelas pop se baseiam em pedaços das suas performances, estilo, etc.", e "com o argumento de Gaga, podemos realmente culpar Christina por tomar Gaga como exemplo, quando esta tem juntado a variedade de outros artistas?" Stransky também considerou que Aguilera parecia "desesperadamente sem originalidade", dizendo que tinha andando ocupada há muito tempo e agora queria "agarrar a relevância", mas que deveria "ter ido numa direcção totalmente diferente, para evitar comparações". Daniel Kreps da Rolling Stone referiu novamente a alegada "falta de originalidade" e que a cantora "não assume menos que uma dúzia de formas diferentes, todas com pouca roupa, que vão desde cópias de Lady Gaga (empréstimos do seu guarda-roupa exclusivo), Madonna, Beyoncé, Gwen Stefani e o S&M inspirado na Catwoman. Apesar da tentativa de choque, é improvável que Christina alguma vez saia como Gaga ou até mesmo Madonna... Esperemos que na próxima vez a artista pense muito mais à frente, até mais adiante que as suas colegas".

## Faixas e formatos
A versão single de "Not Myself Tonight" contém apenas uma faixa com duração de três minutos e cinco segundos, alternando entre uma versão explícita ou censurada. Foi ainda lançado fisicamente com mais duas remisturas na Alemanha, e na Austrália com o instrumental e outras edições. Posteriormente, foi lançada uma compilação de doze remisturas em formato extended play (EP) digital.
| Descarga digital |                                               |                                                   |         |  |
| N.º              | Título                                        | Compositor(es)                                    | Duração |  |
| 1.               | "Not Myself Tonight" (censurada ou explícita) | Jamal Jones, Ester Dean, Jason Perry, Greg Curtis | 3:05    |  |

| CD single na Austrália |                                               |         |  |
| N.º                    | Título                                        | Duração |  |
| 1.                     | "Not Myself Tonight" (versão censurada)       |         |  |
| 2.                     | "Not Myself Tonight" (versão super-censurada) |         |  |
| 3.                     | "Not Myself Tonight"                          |         |  |
| 4.                     | "Not Myself Tonight" (instrumental)           |         |  |
| 5.                     | "Not Myself Tonight" (Call Out Hook)          |         |  |

| CD single na Alemanha |                                                     |         |  |
| N.º                   | Título                                              | Duração |  |
| 1.                    | "Not Myself Tonight"                                | 3:05    |  |
| 2.                    | "Not Myself Tonight" (Mark Roberts Ultimix (Dirty)) | 4:52    |  |
| 3.                    | "Not Myself Tonight" (Jody Den Broeder Radio)       | 3:31    |  |
| Duração total:        | Duração total:                                      | 10:88   |  |

| EP digital de remisturas |                                                                 |         |  |
| N.º                      | Título                                                          | Duração |  |
| 1.                       | "Not Myself Tonight" (Chus & Ceballos Club Vocal)               | 6:54    |  |
| 2.                       | "Not Myself Tonight" (Chus & Ceballos Iberican Christina Beats) | 5:10    |  |
| 3.                       | "Not Myself Tonight" (Chus & Ceballos Stereo Club)              | 6:20    |  |
| 4.                       | "Not Myself Tonight" (Chus & Ceballos Stereo Instrumental)      | 6:20    |  |
| 5.                       | "Not Myself Tonight" (Chus & Ceballos Radio)                    | 3:56    |  |
| 6.                       | "Not Myself Tonight" (Chus & Ceballos Radio Instrumental)       | 3:55    |  |
| 7.                       | "Not Myself Tonight" (Jody den Broeder Club)                    | 6:22    |  |
| 8.                       | "Not Myself Tonight" (Jody den Broeder Dub)                     | 6:24    |  |
| 9.                       | "Not Myself Tonight" (Jody den Broeder Mixshow)                 | 4:35    |  |
| 10.                      | "Not Myself Tonight" (Jody den Broeder Radio)                   | 3:31    |  |
| 11.                      | "Not Myself Tonight" (Mark Roberts Ultimix)                     | 4:52    |  |
| 12.                      | "Not Myself Tonight" (versão explítica)                         | 3:04    |  |
| Duração total:           | Duração total:                                                  | 58:83   |  |

## Desempenho nas tabelas musicais
A canção teve uma repercussão moderada nas tabelas musicais, alcançando as vinte faixas mais vendidas no Canadá, Eslováquia, Japão e Países Baixos, enquanto que noutras nações, atingiu o top 20 como na Nova Zelândia e Suécia. Na sua primeira semana de reprodução nas rádios norte-americanas, "Not Myself Tonight" tornou-se a canção mais adicionada ao Mainstream Top 40 com 886 reproduções nos seus seis primeiros dias. Após ter sido lançada digitalmente na iTunes Store dos Estados Unidos, vendeu 77 mil cópias na sua primeira semana, tornando-se a sua terceira melhor estreia atrás de "Keeps Gettin' Better" e "Ain't No Other Man". A Billboard Dance Club/Play Songs registou a única liderança alcançada nas tabelas musicais em que entrou, datada a 19 de Junho de 2010. De acordo com a RCA, a canção vendeu mais de 368 mil cópias durante o ano de 2010.
Depois do seu lançamento físico na Austrália, a música estreou em 17 de Maio de 2010 na ARIA Singles Chart na vigésima segunda posição. Foi também em território australiano que recebeu a única certificação, disco de ouro, pelas mais de 35 mil cópias vendidas. No Reino Unido, a faixa estreou na 12.ª posição na UK Singles Chart, e foi a décima mais descarrega digitalmente na mesma semana. Foi no Japão e na Hungria que a canção obteve melhores resultados, alcançando a terceira e segunda posição, respectivamente.

### Posições
| Tabela musical (2010)                                | Melhor posição |
| ---------------------------------------------------- | -------------- |
| Alemanha - Media Control AG                          | 24             |
| Austrália - ARIA Charts                              | 22             |
| Áustria - Ö3 Austria Top 75                          | 26             |
| Bélgica - Ultratop (Flandres)                        | 24             |
| Bélgica - Ultratop (Valónia)                         | 9              |
| Canadá - Canadian Hot 100                            | 11             |
| Coreia do Sul - South Korea Gaon International Chart | 4              |
| Eslováquia - IFPI                                    | 12             |
| Espanha - PROMUSICAE                                 | 32             |
| Estados Unidos - Billboard Hot 100                   | 23             |

| Tabela musical (2010)                            | Melhor posição |
| ------------------------------------------------ | -------------- |
| Estados Unidos - Billboard Dance/Club Play Songs | 1              |
| Estados Unidos - Billboard Pop Songs             | 14             |
| Europa - European Hot 100                        | 41             |
| Hungria - Single Top 100                         | 2              |
| Japão - Japan Hot 100                            | 3              |
| Nova Zelândia - RIANZ                            | 9              |
| Países Baixos - Dutch Top 40                     | 18             |
| Reino Unido - UK Singles Chart                   | 12             |
| Suécia - Sverigetopplistan                       | 34             |
| Suíça - Schweizer Hitparade                      | 42             |

| Tabela musical (2010)                            | Posição |
| ------------------------------------------------ | ------- |
| Estados Unidos - Billboard Dance/Club Play Songs | 72      |
| Japão - Japanese Top 100                         | 40      |

| País      | Provedor | Certificação |
| --------- | -------- | ------------ |
| Austrália | ARIA     | Ouro         |

## Créditos
Todo o processo de elaboração da canção atribui os seguintes créditos pessoais:
- Christina Aguilera – vocalista principal;
- Polow da Don - composição, produção;
- Ester Dean, Jason Perry, Greg Curtis - composição;
- Josh Mosser, Jeremy Stesenson - gravação musical;
- Oscar Ramirez - gravação vocal;
- Brian "fluff" Alisson, Matt Benefield - assistência de engenharia;
- Jayen Joshua - mistura;
- Giancarlo Lino - assistência de mistura;
- Mark Roberts, Jody Den Broeder - produção adicional e remistura.

## Histórico de lançamento
Lançada a 31 de Março de 2010 na loja digital iTunes Store, "Not Myself Tonight" marcou o seu impacto nas rádios norte-americanas a 5 de Abril. Mais tarde, foi disponibilizada em versão EP digital, composto por um conjunto de doze remisturas, além de ser editada em formato físico na Austrália e na Alemanha em Maio.
| País           | Data                | Formato                  | Editora discográfica |
| -------------- | ------------------- | ------------------------ | -------------------- |
| Austrália      | 31 de Março de 2010 | Descarga digital         | RCA                  |
| Estados Unidos | 5 de Abril de 2010  | Rádios                   | RCA                  |
| Estados Unidos | 13 de Abril de 2010 | Descarga digital         | RCA                  |
| Austrália      | 7 de Maio de 2010   | CD single                | RCA                  |
| Irlanda        | 9 de Maio de 2010   | Descarga digital         | RCA                  |
| Reino Unido    | 9 de Maio de 2010   | Descarga digital         | RCA                  |
| França         | 18 de Maio de 2010  | EP digital de remisturas | RCA                  |
| Portugal       | 18 de Maio de 2010  | EP digital de remisturas | RCA                  |
| Alemanha       | 21 de Maio de 2010  | CD single                | RCA                  |